# 李金银
李金银（?—?），又作李金根，东晋益州人，宗教起事领袖（晋朝斥之为妖贼）。370年，李金银指使广汉李弘诈称是成汉末代皇帝李势的儿子，聚集了一万多兵众反晋，李弘称圣王，年号为凤凰。九月，益州刺史周楚派孙子梓潼太守周虓讨伐平定了李弘、李金银之乱。